# Empogona bracteata
Empogona bracteata är en måreväxtart som först beskrevs av William Philip Hiern, och fick sitt nu gällande namn av James Tosh och Elmar Robbrecht. Empogona bracteata ingår i släktet Empogona och familjen måreväxter. Inga underarter finns listade i Catalogue of Life.